# 내가 예뻐진 그 여름
《내가 예뻐진 그 여름》(영어: The Summer I Turned Pretty)은 아마존 프라임 비디오에서 2022년 6월부터 방영된 미국의 성장, 로맨스 드라마이다.